# Cavalese
Cavalese är en kommun i provinsen Trento i Trentino-Alto Adige i Italien.
Under 1900-talets sista 25-årsperiod drabbades platsen av två linbaneolyckor, den ena 1976 och den andra 1998.

### Fotnoter
1. ↑  ”Territorial features, Total area (Engelska)”. Istituto Nazionale di Statistica. 2019. http://dati.istat.it/. Läst 14 december 2019.
2. ↑  ”Statistiche demografiche ISTAT”. demo.istat.it. 2018. Arkiverad från originalet den 14 januari 2018. https://web.archive.org/web/20180114115045/http://demo.istat.it/bilmens2018gen/index.html. Läst 14 december 2019.
3. ↑  ”1976: Scores die in cable car tragedy” (på engelska). BBC. 9 mars 1976. http://news.bbc.co.uk/onthisday/hi/dates/stories/march/9/newsid_4213000/4213355.stm. Läst 14 februari 2014.
4. ↑  ”1998: Military jet causes cable car tragedy” (på engelska). BBC. 3 februari 1998. http://news.bbc.co.uk/onthisday/hi/dates/stories/february/3/newsid_2527000/2527521.stm. Läst 14 februari 2014.